# Częstoskurcz nadkomorowy

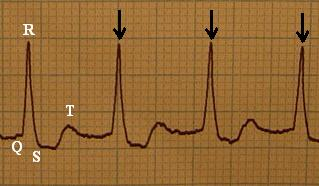
SVT w zapisie EKG

Częstoskurcz nadkomorowy (łac. tachycardia supraventricularis; ang. supraventricular tachycardia, SVT) – szybki rytm serca pochodzący z przedsionków lub węzła przedsionkowo-komorowego, o częstotliwości >100/min. W zapisie EKG wąski zespół QRS, załamek P nieprawidłowy, może być przed zespołem albo po zespole QRS lub ukryty w załamku T, dlatego czasami nie jest zidentyfikowany ("brak  załamka P").
Wyróżnia się:
- nawrotny częstoskurcz przedsionkowo-komorowy węzłowy (AVNRT)
- częstoskurcz nawrotny przedsionkowo-komorowy (AVRT)
- częstoskurcz przedsionkowy (AT)
  - jednoogniskowy (jednokształtny)
  - wieloogniskowy (wielokształtny)

## Leczenie
Leczenie można rozpocząć od działań niefarmakologicznych zwiększających czynność układu przywspółczulnego - masaż zatoki tętnicy szyjnej lub wykonanie próby Valsalvy (odradza się stosowanie manipulacji wykorzystującego mechanizm odruchu Aschnera). Te metody wykazują skuteczność w części przypadków częstoskurczu nadkomorowego powstającego w mechanizmie pobudzenia nawrotnego (reentry), nie są natomiast skuteczne w przypadkach częstoskurczu nadkomorowego powstających w mechanizmie wzmożonego automatyzmu.
Jeśli te metody nie doprowadzają do ustąpienia częstoskurczu wdraża się leczenie farmakologiczne, w którym wykorzystuje się najczęściej m.in.:  adenozynę, werapamil, amiodaron, diltiazem, metoprolol.
Leki preferowane w etapie przedszpitalnym:
- adenozyna - pierwsza dawka 6 mg iv, po minucie jeśli częstoskurcz dalej występuje 12 mg iv, jeśli po minucie od drugiej dawki częstoskurcz nadal występuje 18 mg iv.[1]
- werapamil - 5 mg iv powoli.
- amiodaron - 150 mg iv w ciągu 20 minut.

Prowadząc leczenie farmakologiczne, jak również podczas zastosowania próby Valsalvy pacjent musi być monitorowany.  
W przypadkach nawracających częstoskurczów nadkomorowych jedną z opcji leczenia jest także ablacja przezskórna ognisk powstawania pobudzeń dodatkowych lub dodatkowych dróg przewodzenia przedsionkowo-komorowego metodą termoablacji z zastosowaniem wysokiej temperatury, lub krioablacji z wykorzystaniem temperatury ujemnej.